# 青梅市立美術館
青梅市立美術館（おうめしりつびじゅつかん）とは、東京都青梅市滝ノ上町にある市立の美術館。正式名称は『青梅市立美術館 青梅市立小島善太郎美術館（おうめしりつびじゅつかん・おうめしりつこじまぜんたろうびじゅつかん）』。

## 概要
1984年（昭和59年）10月1日開館。建物は多摩川沿いにある。約2,200点に及ぶ近現代の美術品を収蔵、展示している。青梅にゆかりのある洋画家小島善太郎・工芸家藤本能道の作品の常設展示室もある。

## 施設情報
開館は9時00分から閉館17時00分。休館は月曜日。

### 料金
大人は200円、小学生と中学生は60円。障害者と付添人は、障害者手帳を提出すると、無料。

## 交通案内
- JR青梅線青梅駅下車して徒歩6分
- 都営バス梅01〔吉野・御嶽駅方面〕青梅駅前→滝の上

## 外部サイト
- 青梅市立美術館